# Tiger Eyes (filme)
Tiger Eyes é um filme dramático e a adaptação cinematográfica do livro de mesmo nome da escritora norte-americana Judy Blume. Com roteiro e direção do filho da autora, Lawrence Blume, é estrelado por Willa Holland, Tatanka Means e Amy Jo Johnson. O filme acompanha um momento difícil na vida de uma menina de 15 anos chamada Davey Wexler, que junto de sua mãe e seu pequeno irmão, tenta lidar com a morte de seu pai e com as mudanças em sua vida. Tentando reergue-se, sua família muda-se para o Novo México e lá Davey conhece um misterioso garoto indígena.[carece de fontes?]
O projeto teve início em 2009, quando Judy Blume e seu filho começaram escrever esboços para o roteiro do filme. Mesmo com mais de 80 milhões de cópias livros vendidos e traduzidos para 31 idiomas diferentes, Judy nunca tinha visto um de seus livros virar filme e escolheu seu filho para dirigir, tendo assim total controle artístico sobre a produção. As filmagens tiveram inicio em outubro de 2010 em Los Alamos, Santa Fé e Albuquerque no Novo México, se mantendo fiel aos locais descritos no livro.
O filme teve sua estreia no circuito de festivais de cinema dos Estados Unidos durante o ano de 2012, sendo destaque nos festivais de Sonoma (California), Palm Beach (Florida), Boston (Massachusetts) e Montclair (New Jersey). Em 7 de junho de 2013, Tiger Eyes estreou nos cinemas dos Estados Unidos e foi lançado simultaneamente em Video on demand. O lançamento do DVD com extras que incluíram cenas excluídas, depoimentos e comentários de Judy Blume, foi lançando em 7 de janeiro de 2014.
Tiger Eyes recebeu o prêmio de "Melhor Filme" do Palm Beach International Film Festival. A atriz Willa Holland recebeu o prêmio de "Melhor Atriz Dramática" do Boston International Film Festival e o ator Tatanka Means foi premiado como "Melhor Ator Coadjuvante" no American Indian Movie Award.[carece de fontes?]

## Sinopse
Baseado no livro best seller de Judy Blume, Tiger Eyes narra um momento da vida de Davey Wexler (Willa Holland), uma adolescente que luta para lidar com a morte de seu pai. Procurando esfriar a cabeça e superar o luto, sua mãe Gwen (Amy Jo Johnson), decide que elas devem passar um tempo no Novo México na casa de parentes. Estranhando o novo lugar e isolada socialmente, Davey sofre quando descobre que a temporada na casa dos tios pode durar mais que o combinado, já que sua mãe mergulha em uma profunda depressão. Aos poucos, Davey tenta encontrar seu espaço e fazer novos amigos. Na nova escola, torna-se próxima de Jane (Elise Eberle), uma adolescente que aparentemente tem uma vida tranquila e estável e com quem Davey não tem coragem de se abrir. Quando elas passam a trabalhar juntas como voluntarias no hospital, Davey conhece um senhor chamado Willie Ortiz (Russell Means), que a surpreende quando diz que ela poderia estar na equipe de natação. Enquanto Davey explorava sozinha a região dos cânions, ela encontra um misterioso garoto de descendência indígena (Tatanka Means), cujo apelido é Wolf (Lobo). Ele dá a ela o apelido de Tiger (Tigre) e ambos passam a se encontrar sem saber seus verdadeiros nomes. Através dessa nova companhia, Davey começa a trilhar um caminho de descobertas, enquanto busca uma nova maneira de seguir com sua vida.

## Elenco
- Willa Holland como Davey Wexler
- Amy Jo Johnson como Gwen Wexler
- Lucien Dale como Jason Wexler
- Tatanka Means como Wolf
- Elise Eberle como Jane Albertson
- Teo Olivares como Reuben
- Russell Means como Willie Ortiz
- Cynthia Stevenson como Bitsy Kronick
- Forrest Fyre como Walter Kronick
- Michael Sheets como Adam Wexler
- Josh Berry como Mr. Vanderhoot
- Marya Beauvais como Ms. Dersh
- Frank Bond como Ned Grodzinski

## Produção

### Precedentes e Desenvolvimento
Em outubro de 2010, o site The Hollywood Reporter publicou com exclusividade uma entrevista com Judy Blume, onde a autora anunciou oficialmente a produção cinematográfica de um de seus livros, Tiger Eyes, publicado pela primeira vez em 1981. Ela revelou que seu próprio filho, Lawrence Blume iria dirigir a produção, que teve um orçamento estimado em 2 milhões de dólares. Eles começaram a se concentrar em ideias e roteiros para o filme em 2009. Lawrence é formado em editor de cinema e já tinha dirigido a comédia cult "Martin & Orloff". Para Lawrence, seu trabalho no roteiro é de forma estrutural, enquanto sua mãe é uma escritora instintiva. Todos os diálogos do filme foram escritos pela própria Judy Blume.
| “ | Por anos ouvi diretores dizendo 'nós queremos fazer um filme de um de seus livros’ mas eles nunca sabiam o que queriam fazer. Eles sempre esperariam por mim para dizer o que fazer. Eu queria alguém que se sentisse apaixonado em fazer, por isso ficou nas mãos do meu filho. | ” |

Judy e Lawrence afirmaram que produzindo o filme juntos, poderiam ter um total controle artístico e certificarem-se de que os fãs do livro não se desapontariam ao reconhecer todos os pequenos detalhes que amavam no texto. Lawrence leu “Tiger Eyes” pela primeira vez quando era calouro na faculdade e tinha 18 anos. Um dos motivos que pelos quais o livro o tocou, era que ele, assim como a heroína de Tiger Eyes, se mudou para Los Alamos quando criança. Em 1976 sua mãe estava divorciada de seu pai, John Blume, e nesse mesmo ano Judy casou com o físico Thomas A. Cozinhas e se mudou para o Novo México. Ele achou que esse foi o livro mais cinematográfico de todos os romances de sua mãe.
Lawrence Blume escreveu grande parte do roteiro em Vineyard. Ele e sua mãe fizeram viagens para Santa Fé no inicio de 2010 e visitaram diversos locais como os cânions e toda a paisagem da região de Los Alamos.  Eles também visitaram a tribo dos índios Pueblo e realizaram novas pesquisas sobre eles. No início de sua carreira, Lawrence já tinha trabalhado em um roteiro sobre os índios Wampanoags. A pesquisa que ele fez sobre esse script e sua experiência crescendo no Novo México familiarizou-o com um tema utilizado em Tiger Eyes: A forma como os índios Pueblo lidam com a morte.

### Adaptações para o roteiro do filme
Como Los Alamos está diferente da descrita no livro no inicio da década de 80, Lawrence previu que algumas mudanças nas locações seriam importantes, como o espaço do Laboratório Nacional, que serviria para duas cenas do filme.
Embora a história do livro seja no final da década de 70, Lawrence inicialmente imaginou o filme se passando no presente. Eles optaram pelo pouco uso de objetos de tecnologia no filme e com os personagens dirigindo carros um pouco mais velhos, o que segundo Lawrence, foi um motivo visual para criar uma qualidade atemporal à história.
Para a adaptação, parte do tema nativo-americano do romance foi deixado para se concentrar em uma menina de Nova Jersey que se muda para o Novo México e nunca conheceu um índio americano antes e então Wolf apresenta a cultura do povo Pueblo. Lawrence revelou que a maior dificuldade de fazer o roteiro esteve no fato de o livro ser em primeira pessoa.
| “ | Tentei usar o máximo de diálogos originários do livro. Meu primeiro objetivo era fazer um filme que fosse o mais fiel possível ao livro e que não iria deixar os fãs da minha mãe com raiva. | ” |

Lawrence e Judy Blume concordaram que apesar de manter a mesma essência do livro, alguns cortes e mudanças seriam necessárias para fazê-lo um filme. Judy disse que tentou permanecer fiel emocionalmente a personagem principal, Davey. A personagem, que no livro tem apenas 15 anos, teve sua idade alterada para 17 anos.
No filme, o papel de Wolf foi alargado através de cenas e diálogos adicionais. Judy justificou dizendo que sempre enxergou a importância do personagem, mas não entende como ele acabou aparecendo tão pouco no livro. Já a relação entre a mãe de Davey, Gwen, e seu pretendente, Ned Grodzinski, foi minimizada e Ned recebeu um visual mais nerd e cômico. A Tia de Davey, que no livro é irmã de seu pai, no filme foi transformada em irmã de sua mãe para garantir maior proximidade dos personagens. Em entrevista ao site da CNN, Blume e seu filho garantiram ao público que as mudanças foram feitas para preservar o fluxo narrativo do filme.

### Escolha do elenco
A intenção do diretor Lawrence Blume foi de trabalhar e empregar atores do Novo México, por isso realizou os testes na região de Los Alamos. Todos, com exceção de três, dos trinta e um atores que estiveram no filme vivem no Novo México. Judy Blume e seu marido, o produtor executivo George Cooper (que ela conheceu enquanto escrevia o livro e dedicou a ele) ganharam participações especiais.
Lawrence passou cerca de um dia e meio em Los Angeles, participando da seleção de elenco. Uma das escolhas mais difíceis foi para o personagem Jason, pois Lawrence disse que havia muitas crianças talentosas nos testes. Ele considerou incrível a atuação do menino que ficou com o papel, Lucien Dale, e disse que ele tinha uma grande naturalidade da frente das câmeras. As seleções de elenco aconteceram com a ajuda de Jo Edna Boldin do Novo México e Barden/Schnee Casting de New York.
Para a escolha da atriz que daria vida a Davey, Lawrence decidiu fazer uma pesquisa mais ampla, já que personagem seria responsável por guiar a narrativa do filme, estando em todas as cenas. Por isso foi para Los Angeles, onde contou com a mesma agente de casting responsável por descobrir Jennifer Lawrence para o filme “Winter's Bone”. Antes de chegar em Los Angeles, ele já tinha visto mais de 100 vídeos e fotografias de atrizes para o papel. Lá, foi designado um top 25 de atrizes, dentre elas, Willa Holland. Lawrence disse que desde o primeiro momento que viu Willa soube que era única. Ele revelou que no teste, ela fez os olhos de todos brilharem e que ela ficava bem em todos os ângulos de câmera.
| “ | O rosto dela é incrivelmente expressivo. Você realmente vê e sente essa emoção quando você vê ela olhando para algo. Havia algo assombroso sobre ela. | ” |

Russell Means veio até a equipe de casting em Los Alamos. Ele encontrou-se com Lawrence e revelou ter adorado o script. Seu filho, o ator e comediante Tatanka Means havia passado para o teste no papel de Wolf. Lawrence era fã de trabalhos de Russell como “O Último dos Moicanos” e não hesitou em convida-lo para o papel do pai de Wolf. Lawrence confessou ter ficado fascinado pela ideia de ter pai e filho atuando juntos, respectivamente como pai e filho no filme. As atrizes Cynthia Stevenson e Amy Jo Johnson foram convidadas exclusivamente para atuar nos papeis de Tia Bitsy e Gwen Wexler.

### Filmagens
As filmagens aconteceram entre os meses de outubro e novembro de 2010. Foram 23 dias de filmagens em Los Alamos, Santa Fe e na região das tribos indígenas Pueblo no estado americano do Novo México.  As cenas do inicio do filme, onde a história se passa em Atlanta, foram filmadas em Albuquerque e a cena final foi gravada em Miami Beach, representando Atlantic City.
As primeiras imagens foram gravadas nos cânions, onde a equipe técnica pode experimentar luzes e ângulos. Para a cena que Davey cai em uma descida, foi utilizada uma dublê. As cenas na escola com Davey e sua amiga foram gravadas na Santa Fe Capital High School. Lá, também foi filmada a última cena, a apresentação musical de Davey.
Lawrence revelou que não sabia se Willa Holland poderia realmente cantar, escalar rochas ou andar de bicicleta, mas descobriu que ela podia fazer partes dessas coisas. No filme, a personagem de Willa, faz audições para o show de talento da escola. Lawrence disse que eles gravaram a cena da audição com a Willa cantando e o resultado agradou a todos. Porém, para a gravação da cena da grande apresentação no teatro, Willa estava nervosa e foi escolhida uma cantora com um vocal semelhante ao dela para substituir sua voz. Sobre andar de bicicleta, Willa confessou que não sabia como fazer e começou a aprender quando chegou no Novo México para os ensaios. Nas cenas de longas distancias com a bicicleta e em algumas cenas de Davey subindo e descendo das rochas, Willa precisou de uma dublê chamada Angelique Midthunder.
Lawrence e Judy contaram que a aproximação de Willa com o ator mirim Lucien Dale foi ficando grande ao longo das filmagens e que os dois pareciam mesmo irmãos, sendo inseparáveis no set de filmagens. Segundo Judy, o vinculo criado pelos dois ficou evidente nas telas.
Judy Blume contou que Amy Jo veio das gravações de Flashpoint e desceu no aeroporto apenas uma hora antes de gravar sua primeira cena. Para essa gravação, era necessário o por do sol e não havia tempo a perder, mesmo com o frio. Era um dialogo importante onde a personagem de Amy pedia desculpas a filha por ter não ficado ao seu lado. Judy disse que essa foi uma das cenas mais tocantes do filme e que ficou impressionada com a emoção que Amy Jo e a Willa conseguiram passar, tendo se conhecido apenas 15 minutos antes.
Como Lawrence queria que estivesse nevando para a cena do beijo entre Davey e Wolf, foi trazida uma máquina de neve artificial ao set. Porém, enquanto o elenco filmava a cena da noite de natal, realmente começou a nevar, mas como a cena do beijo não estava pronta para ser gravada, a neve de verdade não foi utilizada naquele momento. A neve que aparece na janela do quarto do Davey quando ela acende uma vela para seu pai é de verdade, enquanto a da cena do beijo é artificial.

### Música
Amiga de Lawrence Blume, a cantora americana Michelle Brach contribuiu com duas de suas composições para a trilha sonora: "What don't Kill Ya" no final e "Texas in the Mirror" que toca enquanto a família está viajando para Los Alamos. Lawrence escolheu a canção "Everthing Is Brilliant" de Rosi Golan para a cena onde Davey, Jane e dois garotos rolam na grama. A cantora Lissie canta "Everywhere I Go", música da cena onde Davey está explorando Los Alamos. Lawrence trabalhou com o compositor Narthan Larson para fazer as versões instrumentais e buscar os sons dos cânions, como pássaros e o vento.

## Lançamento

### Festivais e cinema
Antes dos cinemas, Tiger Eyes estreou no circuito de festivais de cinema dos Estados Unidos em 4 de abril de 2012 durante o Sonoma International Film Festival, seguindo depois para o Palm Beach International Film Festival em 16 de abril de 2012, onde recebeu o prêmio de “Melhor Filme”. A atriz Willa Holland recebeu o prêmio de "Melhor Atriz Dramática" no Boston International Film Festival em 21 de abril de 2012. O ator Tatanka Means foi premiado como "Melhor Ator Coadjuvante" no American Indian Movie Award em 4 de novembro de 2012. Ele ainda foi  premiado com o Tamalewood Award no Santa Fe Independent Film Festival e Best Actor no Red Nations Film Festival.
Por causa de temas religiosos no filme e pela herança familiar de Blume, Tiger Eyes esteve presente em festivais de cinema judaico, incluindo o Atlanta Jewish Film Festival em 18 de fevereiro de 2013.
Tiger Eyes estreou nos cinemas americanos em 7 de junho de 2013, sendo distribuído pela Freestyle Releasing e também lançado simultaneamente em Video on demand. O lançamento do DVD com extras que incluíram cenas excluídas, depoimentos e comentários de Judy Blume, foi lançando em 7 de janeiro de 2014.

### Opinião dos críticos
Tiger Eyes foi recebido por críticos contemporâneos com comentários positivos e medianos. O filme detém uma aprovação de 66% no agregador de revisões Rotten Tomatoes, cujo consenso diz que a história adaptada por Blume com seu filho parece tão fresca, dolorosa e comovente, como quando ela escreveu no livro. Por comparação, o site Metacritic, numa escala de 0 a 100, lhe atribuiu uma nota 56 (indicando opiniões medianas e positivas).
O critico americano Eric Kohn, do site IndieWire disse que o filme é um bom exemplo do sentimentalismo feito certo e que trouxe clareza emocional através de performances totalmente críveis e um humor delicadamente orquestrado. A revista Rolling Stone definiu a produção como ‘uma sincera e profunda aventura’. O Los Angeles Times disse que o filme, embora assimétrico, se beneficia de um forte senso de lugar e de um elenco bem liderado. O New York Daily News escreveu que apesar de não haver surpresas, o elenco foi forte o suficiente para construir elementos familiares. A Filmaker Magazine disse que Tiger Eyes é um filme para família, cheio de nuances, com uma atenção ao detalhe em imagens que espelha o que é a força das palavras de Blume.
O site MSN Entertainment escreveu que atuação de Willa como Davey beirou a perfeição. A revista Variety publicou que o filme foi um 'manuseio sensível de um material pesado'. O jornal The Village Voice escreveu que Tiger Eyes é um 'conto narrado com sensibilidade e coração e não apenas uma lufada de ar fresco, mas uma oportunidade incomum para cinéfilos'. O jornal Chicago Tribune disse que o filme é suave, honesto e valioso. O The Hollywood Reporter disse que a atuação de Willa Holland foi emocionalmente limitada, mas que a aparição de Russell Means transmitiu conforto e garantia de tranquilidade.